# Institut Astronòmic Sternberg

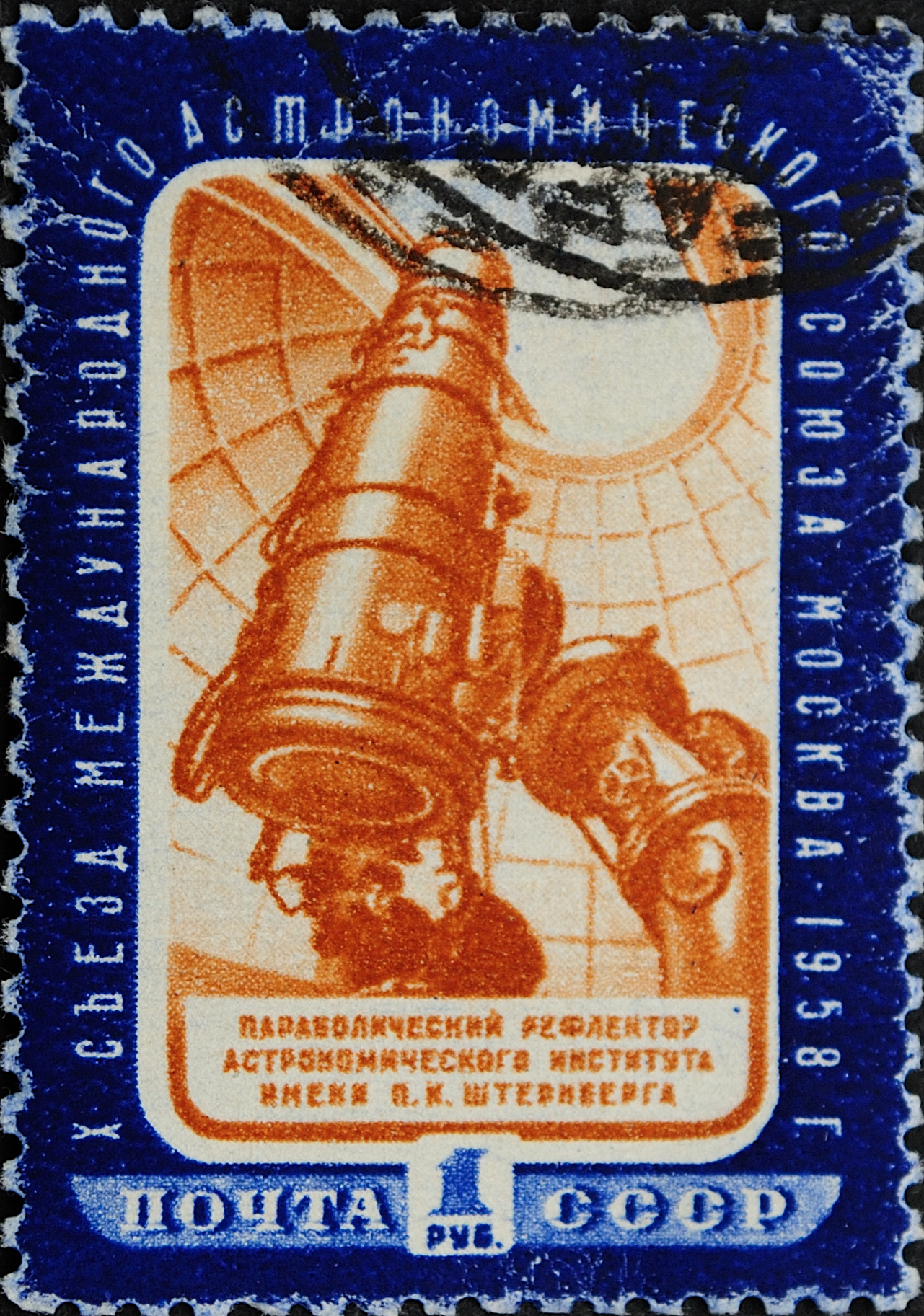
Telescopi del GAIsh (1958).

L'Institut astronòmic Sternberg, (rus: Государственный астрономический институт имени Штернберга, també conegut sota el nom de GAIX (ГАИШ), és un institut de recerca situat a Moscou, a Rússia. Va ser fundat el 1831 pel científic rus i professor Dmitri Matvéievitx Perevósxikov. Gestionat per la Universitat Estatal de Moscou, que va ser nomenat en honor de l'astrònom.
L'Institut Astronòmic Sternberg és el principal centre d'investigació i educació en astronomia a Rússia, que dona feina a uns 200 científics.
L'asteroide 14789 GAISH va ser anomenat en honor d'aquest institut.

## Divisions del GAIsh

### Departaments
- Astronomia i Temps
- Astronomia extragalàctica
- Mesures de gravetat
- Astrofísica estel·lar
- L'estudi de les estrelles i galàxies
- Recerca lunar i planetària
- Mecànica Celeste
- Astronomia
- Astrofísica relativista
- Física Solar
- Física d'emissió de les estrelles i galàxies

### Laboratoris
- Càlculs astronòmics
- Gravetat
- Supervisió de l'espai
- Projecte Espacial
- Mesuraments interferomètriques
- Nous mètodes fotomètrics
- RATAN-600
- Històries Sectorials de l'Observatori